# Ruki (Fluss)
Der Ruki ist ein linker Nebenfluss des Flusses Kongo in der Demokratischen Republik Kongo. Er gilt als einer der dunkelsten Schwarzwasserflüsse der Welt.

## Geografie
Er fließt hauptsächlich von Osten nach Westen und entsteht bei Ingende durch den Zusammenfluss der Flüsse Busira (Tshuapa) und Momboyo (Lwilaka). Der Ruki selber hat nur eine Länge von 105 km. Das große Ungleichgewicht zwischen Länge und Einzugsgebiet entsteht daraus, dass seine beiden Quellflüsse bereits sehr groß sind. Der längste Talweg über den Tshuapa und den Busira hat eine Länge von 1025 km. Daher wird er in der Literatur auch als Ruki-Tshuapa oder Ruki-Busira-Tshuapa-System bezeichnet. Der Ruki mündet bei Mbandaka in der Provinz Équateur in den Kongo.

## Filmgeschichte
Der Film African Queen mit Humphrey Bogart und Katharine Hepburn wurde zum Teil auf dem Ruki gedreht.